# Баскетс
«Ба́скетс» (англ. Baskets) — американский комедийный телесериал, премьера которого состоялась 21 января 2016 года на телеканале FX. Сосоздателями сериала стали Луи Си Кей, Зак Галифианакис и Джонатан Крисел, который также занял пост шоураннера. Галифианакис исполняет две главные роли в шоу — клоуна-неудачника Чипа Баскетса и его брата-близнеца Дейла Баскетса. Сериал спродюсирован компаниями FX Productions и Pig Newton.
23 февраля 2016 года сериал был продлён на второй сезон. 9 марта 2017 года FX продлил сериал на третий сезон. 24 мая 2018 года FX продлил сериал на четвёртый сезон.
1 августа 2019 года канал FX закрыл телесериал после четырех сезонов.

## Сюжет
Надеждой и мечтой Чипа Баскетса является стать профессиональным клоуном. После неудачной попытки получить образование в престижной школе клоунады в Париже он застревает на бесперспективной работе в местном родео своего родного города Бейкерсфилд, штат Калифорния.

## В ролях

### Основной состав
- Зак Галифианакис — Чип и Дейл Баскетс, братья-близнецы
- Марта Келли — Марта Брукс, страховой агент и единственный друг Чипа
- Луи Андерсон — Кристин Баскетс, мать Чипа и Дейла

### Второстепенный состав
- Гарри и Джейсон Клеммонс — Коди и Логан Баскетс
- Сабина Скиубба — Пенелопа
- Эрнест Адамс — Эдди
- Эллен Д. Уильямс — Николь Баскетс
- Малия Пайлс — Сара Баскетс
- Джулия Роуз Грюнберг — Кристал Баскетс
- Алекс Моррис — Кен

## Производство
В декабре 2013 года продюсерская компания Луи Си Кея Pig Newton подписала сделку с FX на создание шоу для его нескольких телеканалов. 14 января 2014 FX заказал пилотный эпизод «Баскетса» с Си Кеем и Галифианакисом в качестве сценаристов, а также Галифианакисом как исполнителем главной роли.27 августа 2014 года FX заказал съёмку десяти эпизодов нового сериала с началом производства в 2015 году.

## Отзывы критиков
Сериал «Баскетс» получил смешанные и позитивные отзывы от критиков. На сайте-агрегаторе Rotten Tomatoes шоу держит 67% „свежести“ со средним рейтингом 7,4/10, что основано на 36-ти рецензиях. Критический консенсус сайта гласит: «Хотя некоторые темы „Баскетса“ могут быть неприятны для некоторых, а смешных моментов мало и они довольно посредственные, шоу выигрывает благодаря своей невозмутимости и потрясающему актёрскому составу». На Metacritic сериал имеет 68 баллов из ста на основе 32-х „в целом благоприятных“ отзывов.